# Arquidiócesis de São Luís do Maranhão
La arquidiócesis de São Luís do Maranhão (en latín: Archidioecesis Sancti Ludovici in Maragnano y en portugués: Arquidiocese de São Luís do Maranhão) es una circunscripción eclesiástica de la Iglesia católica en Brasil. Se trata de una arquidiócesis latina, sede metropolitana de la provincia eclesiástica de São Luís do Maranhão. Desde el 2 de junio de 2021 su arzobispo es Gilberto Pastana de Oliveira.

## Territorio y organización

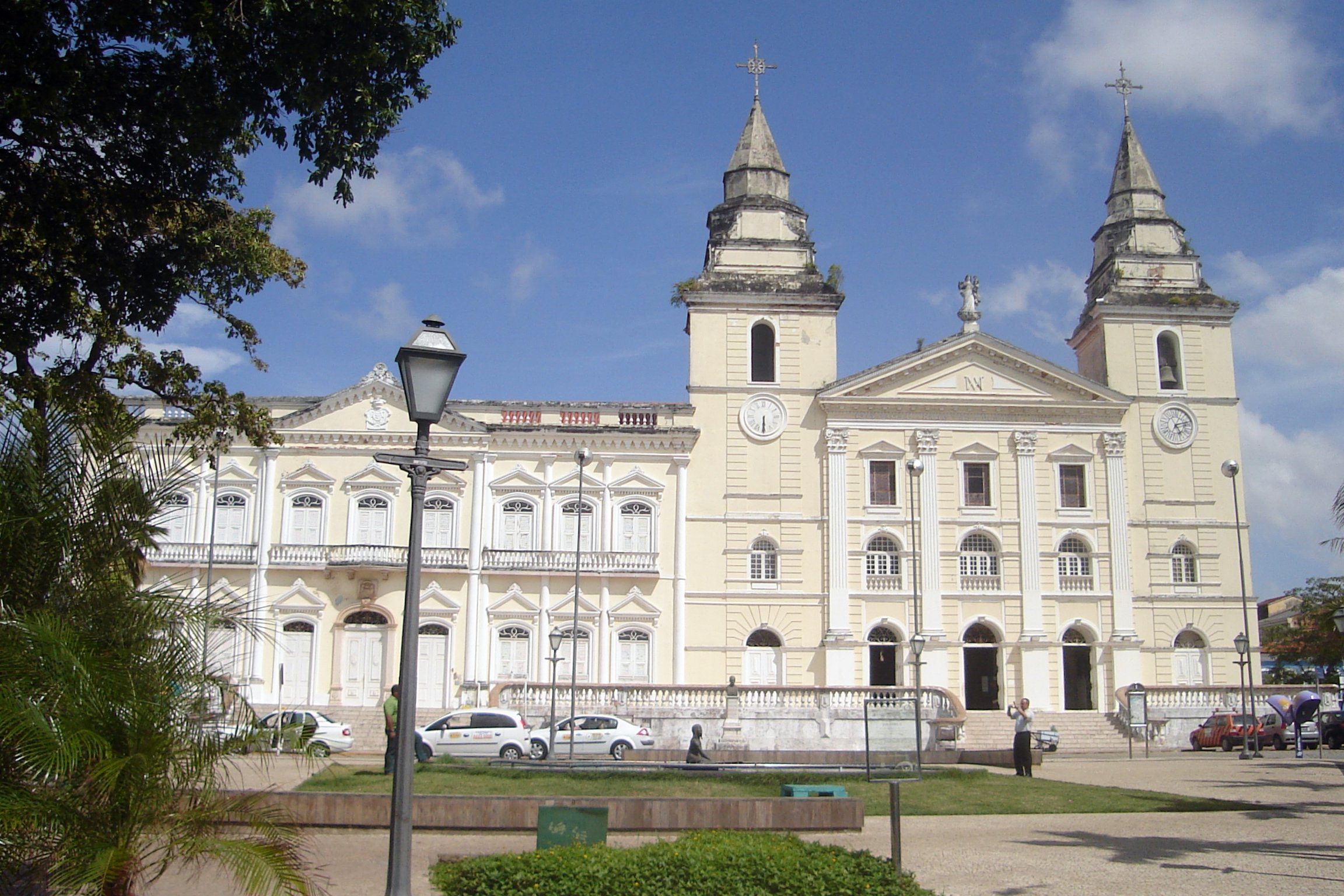
Fachada principal de la Catedral de São Luís, en el estado de Maranhão, Brasil.

La arquidiócesis tiene 12 546 km² y extiende su jurisdicción sobre los fieles católicos de rito latino residentes en 15 municipios del estado de Maranhão: São Luís, Axixá, Bacabeira, Cachoeira Grande, Humberto de Campos, Icatu, Morros, Paço do Lumiar, Presidente Juscelino, Primeira Cruz, Raposa, Rosário, Santa Rita, São José de Ribamar y Santo Amaro do Maranhão.
La sede de la arquidiócesis se encuentra en la ciudad de São Luís, en donde se halla la Catedral de Nuestra Señora de la Victoria
En 2020 en la arquidiócesis existían 56 parroquias agrupadas en 20 foranías: Nossa Senhora da Vitória, Anjo da Guarda, São Luís Rei de França, Nossa Senhora da Conceição, São Judas Tadeu, Nossa Senhora de Nazaré, São Francisco e Santa Clara, São Cristóvão, São Josè de Ribamar y São Benedito.
La arquidiócesis tiene como sufragáneas a las diócesis de: Bacabal, Balsas, Brejo, Carolina, Caxias do Maranhão, Coroatá, Grajaú, Imperatriz, Pinheiro, Viana y Zé Doca.

## Historia
La diócesis de São Luís do Maranhão fue erigida el 30 de agosto de 1677 con la bula Super universas del papa Inocencio XI, obteniendo el territorio de la arquidiócesis de San Salvador de Bahía. Ya el 5 de julio de 1614, en virtud del breve In supereminenti militantis del papa Pablo V, el territorio de Maranhão se había convertido en una administración eclesiástica dependiente de los prelados de Pernambuco; sin embargo, esta decisión fue revocada por el papa Urbano VIII en 1624. Originalmente, la diócesis de São Luís do Maranhão era sufragánea del patriarcado de Lisboa.
El 4 de marzo de 1720 cedió una parte de su territorio para la erección de la diócesis de Belém do Pará (hoy arquidiócesis de Belém do Pará) mediante la bula Copiosus in misericordia del papa Clemente XI.
El 5 de junio de 1828, como resultado de la bula Romanorum Pontificum del papa León XII, pasó a formar parte de la provincia eclesiástica de la arquidiócesis de San Salvador de Bahía.
El 20 de febrero de 1902, cedió otra porción de territorio para la erección de la diócesis de Piauí (hoy arquidiócesis de Teresina) mediante la bula Supremum Catholicam Ecclesiam del papa León XIII.
El 1 de mayo de 1906 pasó a formar parte de la provincia eclesiástica de la arquidiócesis de Belém do Pará.
El 10 de febrero de 1922 cedió otra porción de territorio para la erección de la prelatura territorial de São José do Grajaú (hoy diócesis de Grajaú) y al mismo tiempo la arquidiócesis se convirtió en sede metropolitana con la bula Rationi congruit de papa Pío XI.
Posteriormente volvió a ceder más porciones de territorio en varias ocasiones para:
- el 22 de julio de 1939 la erección por el papa Pío XII de la diócesis de Caxias do Maranhão (mediante la bula Si qua dioecesis nimia[7]) y de la prelatura territorial de Pinheiro (hoy diócesis de Pinheiro, mediante la bula Ad maius Christifidelium;[8]
- el 24 de febrero de 1958 la cesión de los municipios de São Bento y Peri Mirim a la prelatura territorial de Pinheiro mediante el decreto Concrediti gregis de la Congregación Consistorial;[9]
- el 30 de octubre de 1962 para la erección de la diócesis de Viana mediante la bula De Christi fidelium del papa Juan XXIII;[10]
- el 22 de junio de 1968 para la erección por el papa Pablo VI de la diócesis de Bacabal mediante la bula Visibilis natura;[11] en la misma fecha cedió los municipios de Dom Pedro y Governador Archer a la prelatura territorial de São José do Grajaú mediante el decreto Spirituali christifidelium;[12]
- el 14 de septiembre de 1971 para la erección de la diócesis de Brejo mediante la bula Pro apostolico del papa Pablo VI;[13]
- el 26 de agosto de 1977 para la erección de la diócesis de Coroatá mediante la bula Qui benevolentissimi Dei del papa Pablo VI.[14]

## Estadísticas
Según el Anuario Pontificio 2019 la arquidiócesis tenía a fines de 2020 un total de 1 203 000 fieles bautizados.
| Año                                                                             | Población            | Población | Población      | Sacerdotes | Sacerdotes    | Sacerdotes    | Bautizados por sacerdote | Diáconos permanentes | Religiosos | Religiosos | Parroquias |
| Año                                                                             | Bautizados católicos | Total     | % de católicos | Total      | Clero secular | Clero regular | Bautizados por sacerdote | Diáconos permanentes | Varones    | Mujeres    | Parroquias |
| ------------------------------------------------------------------------------- | -------------------- | --------- | -------------- | ---------- | ------------- | ------------- | ------------------------ | -------------------- | ---------- | ---------- | ---------- |
| 1948                                                                            | 780 000              | 800 000   | 97.5           | 53         | 33            | 20            | 14 716                   |                      | 7          | 45         | 43         |
| 1965                                                                            | 1 500 000            | 1 600 000 | 93.8           | 89         | 51            | 38            | 16 853                   |                      |            |            | 51         |
| 1976                                                                            | 512 000              | 837 000   | 61.2           | 37         | 17            | 20            | 13 837                   |                      | 22         | 65         | 27         |
| 1980                                                                            | 538 000              | 548 000   | 98.2           | 47         | 21            | 26            | 11 446                   |                      | 29         | 155        | 17         |
| 1990                                                                            | 804 000              | 905 000   | 88.8           | 47         | 12            | 35            | 17 106                   |                      | 106        | 249        | 26         |
| 1999                                                                            | 821 000              | 1 097 122 | 74.8           | 99         | 51            | 48            | 8292                     |                      | 112        | 241        | 33         |
| 2000                                                                            | 879 027              | 1 172 036 | 75.0           | 91         | 42            | 49            | 9659                     |                      | 61         | 240        | 42         |
| 2001                                                                            | 877 000              | 1 181 000 | 74.3           | 92         | 43            | 49            | 9532                     |                      | 61         | 240        | 30         |
| 2002                                                                            | 870 000              | 1 172 036 | 74.2           | 96         | 47            | 49            | 9062                     |                      | 61         | 240        | 31         |
| 2003                                                                            | 887 000              | 1 195 000 | 74.2           | 95         | 46            | 49            | 9336                     |                      | 61         | 240        | 32         |
| 2004                                                                            | 887 000              | 1 195 000 | 74.2           | 103        | 54            | 49            | 8611                     |                      | 58         | 240        | 33         |
| 2010                                                                            | 953 000              | 1 323 000 | 72.0           | 73         | 60            | 13            | 13 054                   | 1                    | 23         | 227        | 46         |
| 2014                                                                            | 1 000                | 1 389 000 | 72.0           | 79         | 73            | 6             | 12 658                   |                      | 76         | 229        | 52         |
| 2017                                                                            | 1 025 780            | 1 423 180 | 72.1           | 71         | 66            | 5             | 14 447                   | 29                   | 71         | 224        | 54         |
| 2020                                                                            | 1 203 000            | 1 670 898 | 72.0           | 69         | 69            |               | 17 434                   | 79                   | 6          | 226        | 56         |
| Fuente: Catholic-Hierarchy, que a su vez toma los datos del Anuario Pontificio. |                      |           |                |            |               |               |                          |                      |            |            |            |

## Episcopologio
- Gregório dos Anjos † (30 de agosto de 1677-11 de mayo de 1689 falleció)
- Francisco de Lima (Lemos), O.Carm. † (19 de diciembre de 1691-22 de agosto de 1695 nombrado obispo de Olinda)
- Timóteo do Sacramento, O.S.P.P.E. † (17 de diciembre de 1696-abril de 1714 falleció)
- José Delgarte, O.SS.T. † (5 de octubre de 1716-23 de diciembre de 1724 falleció)
  - Sede vacante (1724-1738)
- Manoel da Cruz Nogueira, O.Cist. † (3 de septiembre de 1738-15 de diciembre de 1745 nombrado obispo de Mariana)
- Francisco de São Tiago, O.F.M.Obs. † (15 de diciembre de 1745-18 de diciembre de 1752 falleció)
- Antônio de São José Moura Marinho, O.S.A. † (19 de julio de 1756-20 de julio de 1778 nombrado arzobispo de San Salvador de Bahía)
- Jacinto Carlos da Silveira † (1 de marzo de 1779-8 de agosto de 1780 renunció)
- José do Menino Jesus, O.C.D. † (18 de septiembre de 1780-18 de julio de 1783 nombrado obispo de Viseu)
- Antônio de Pádua e Belas, O.F.M.Ref. † (18 de julio de 1783-29 de agosto de 1794 renunció)
- Joaquim Ferreira de Carvalho † (1º de junio de 1795-26 de mayo de 1801 falleció)
- Luiz de Brito Homem † (24 de mayo de 1802-10 de diciembre de 1813 falleció)
  - Sede vacante (1813-1819)
- Joaquim de Nossa Senhora de Nazareth Oliveira e Abreu, O.F.M.Ref. † (23 de agosto de 1819-3 de mayo de 1824 nombrado obispo de Coimbra)
  - Sede vacante (1824-1827)
- Marcos Antônio de Souza † (25 de junio de 1827-29 de noviembre de 1842 falleció)
- Carlos de São José e Souza, O.C.D. † (22 de enero de 1844-3 de abril de 1850 falleció)
- Manoel Joaquim da Silveira † (5 de septiembre de 1851-18 de marzo de 1861 nombrado arzobispo de San Salvador de Bahía)
- Luiz da Conceição Saraiva, O.S.B. † (22 de julio de 1861-26 de abril de 1876 falleció)
- Antônio Cândido Alvarenga † (21 de septiembre de 1877-28 de noviembre de 1898 nombrado obispo de San Pablo)
- Luis de Salles Pessoa † (1898-1898 falleció)
  - Sede vacante (1898-1901)
- Antônio Xisto Albano † (23 de marzo de 1901-14 de diciembre de 1905 renunció[nota 2])
- Santino Maria da Silva Coutinho † (9 de septiembre de 1906-6 de diciembre de 1906 nombrado arzobispo de Belém do Pará)
- Francisco de Paula Silva, C.M. † (18 de abril de 1907-4 de junio de 1918 falleció)
- Helvécio Gomes de Oliveira, S.D.B. † (18 de junio de 1918-10 de febrero de 1922 nombrado arzobispo coadjutor de Mariana[nota 3])
- Octaviano Pereira de Albuquerque † (27 de octubre de 1922-16 de diciembre de 1935 nombrado arzobispo a título personal de Campos)
- Carlos Carmelo de Vasconcelos Motta † (19 de diciembre de 1935-13 de agosto de 1944 nombrado arzobispo de San Pablo)
  - Sede vacante (1944-1947)
- Adalberto Accioli Sobral † (18 de enero de 1947-24 de mayo de 1951 falleció)
- José de Medeiros Delgado † (4 de septiembre de 1951-10 de mayo de 1963 nombrado arzobispo de Fortaleza)
- João José da Mota e Albuquerque † (28 de abril de 1964-20 de marzo de 1984 renunció)
- Paulo Eduardo Andrade Ponte † (20 de marzo de 1984-21 de septiembre de 2005 renunció)
- José Belisário da Silva, O.F.M. (21 de septiembre de 2005-2 de junio de 2021 retirado)
- Gilberto Pastana de Oliveira, desde el 2 de junio de 2021